# Peter Vogel
Niektóre z zamieszczonych tu informacji wymagają weryfikacji.
Dokładniejsze informacje o tym, co należy poprawić, być może znajdują się w dyskusji tego artykułu.
 Po wyeliminowaniu niedoskonałości należy usunąć szablon {{Dopracować}} z tego artykułu.
Peter Vogel, urodzony jako Piotr Filipczyński, znany również jako Piotr Filipkowski (ur. 18 kwietnia 1954 w Warszawie) – szwajcarski bankowiec i morderca polskiego pochodzenia, posiadający m.in. obywatelstwo niemieckie.

## Życiorys

### Sprawa morderstwa i ułaskawienie
Został skazany w 1971 roku na 25 lat więzienia za morderstwo kobiety na tle rabunkowym, w grudniu 1970 roku w domu przy ul. Spacerowej w Komorowie. Rada Państwa złagodziła mu wyrok do 15 lat, ale w 1979 roku wyszedł na przepustkę (przerwa w odbywaniu kary) – przyczynił się do tego jego ojciec Tadeusz Filipczyński, konsultant Służby Bezpieczeństwa o pseudonimie „Tadeusz”. W 1983 roku, jeszcze w czasie trwania stanu wojennego, otrzymał paszport od władz PRL i wyjechał z Polski. Przesiedział w więzieniu 8 lat.
Od 1987 roku był poszukiwany listem gończym. Mimo to (już jako Peter Vogel) w drugiej połowie lat 90. przebywał w Polsce, był częstym gościem Sejmu RP. W 1999 roku został aresztowany w Szwajcarii (już pod zmienionym nazwiskiem Vogel) i w wyniku ekstradycji przekazany do Polski. W lipcu 1999 roku została wszczęta wobec niego budząca kontrowersje procedura ułaskawieniowa ze strony minister Hanny Suchockiej, zakończona ułaskawieniem w trybie nadzwyczajnym przez prezydenta RP Aleksandra Kwaśniewskiego. W Kropce nad i Aleksander Kwaśniewski przyznał, że dopiero po fakcie dowiedział się o czynach Filipczyńskiego. Ułaskawił go, ponieważ jego nazwisko znalazło się na liście prokuratora generalnego Hanny Suchockiej.

### Działalność biznesowa
Pracował w bankach Coutts Bank i EFG Bank. W 2006 polski prokurator złożył w Szwajcarii kilka wniosków o ujawnienie informacji o kontach, co do których istnieją podejrzenia, że były wykorzystywane do transferowania łapówek. W latach 2002–2006 pośredniczył w dostarczaniu szwajcarskiego sprzętu kryptograficznego dla polskiej łączności rządowej. Peter Vogel 24 marca 2008 roku został zatrzymany przez Centralne Biuro Śledcze Komendy Głównej Policji.
W lipcu 2010 roku rozważana była ewentualność jego uwolnienia, co nastąpiło wkrótce potem. W 2012 roku zostały mu postawione zarzuty związane z pomocą przy ukrywaniu dochodów Marka Dochnala. Według samego Vogla jego zatrzymanie miało charakter aresztu wydobywczego.